# Kovači (gmina Kotor)
Kovači (cyr. Ковачи) – wieś w Czarnogórze, w gminie Kotor. W 2011 roku liczyła 104 mieszkańców.